# آلبارین
آلبارین (به فرانسوی: Albarine) یک رود در فرانسه است که در ان (اوورنی-رون-آلپ) واقع شده‌است.